# Ctenotus quirinus
Ctenotus quirinus (арнемлендський гребневухий сцинк) — вид сцинкоподібних ящірок родини сцинкових (Scincidae). Ендемік Австралії.

## Поширення і екологія
Арнемлендські гребневухі сцинки мешкають на півночі і північному сході півострова Арнемленд на Північній Території. Вони живуть в рідколіссях і чагарникових заростях та серед піщаних дюн.